# Laurentius (motpåve)
Laurentius, död 507, var motpåve i Romersk-katolska kyrkan från den 22 november 498 till februari 499 och 501–506.
Laurentius var ärkepräst av Santa Prassede när han den 22 november 498 valdes i Santa Maria Maggiore som bysantinska partiets påve, mot Symmachus. Laurentius stöddes av kejsar Anastasios I och langobardernas kung Theoderik den store. Han installerade sig i Lateranen som påve, varigenom han började den strid som kallas "laurentinska schismen" som varade i fyra år.
Symmachus försökte lösa schismen genom att erbjuda Laurentius att bli biskop av Nuceria i Kampanien, men Laurentius anhängare, däribland senator Rufio Postumio Festo, gick inte med på dessa villkor. Schismen bröts när kung Theoderik drog tillbaka sitt stöd från Laurentius och drev honom ut ur Rom, av rädsla för att Laurentius skulle öka det bysantinska inflytandet över Italien.